# 원장태자
원장태자(元莊太子)는 고려의 태자이자 태조와 정덕왕후 (貞德王后) 류씨(柳氏)의 아들이다, 성은 왕(王), 이름은 전해지지 않는다. 본관은 개성이다.

## 생애
태조와 정덕왕후의 아들이다. 부인은 이복 동생 신명순성왕후(神明太后劉氏) 소생인 흥방궁주(興芳宮主)이다. 아들은 흥방궁대군(興芳宮大君)이며, 딸은 경종의 비 대명궁부인(大明宮夫人)이다.

## 가족 관계
- 조부,외조부 : 세조(世祖, ? ~897)
- 조모,외조모 : 위숙왕후(威肅王后) 한씨(韓氏)
  - 아버지,장인 : 고려 태조(太祖, 877~943 재위: 918~943)
- 외조부 : 류덕영(柳德英) - 문하시중(門下侍中)
- 외조모 : ?
  - 어머니 : 정덕왕후(貞德王后) 류씨(柳氏)
    - 태자 : 원장태자(元莊太子)

  - 장모 겸 서모 : 신명순성왕후(神明順成王后) 유씨(劉氏)
    - 부인 : 흥방궁주(興芳宮主)
      - 아들 : 흥방궁대군(興芳宮大君)
      - 딸 : 대명궁부인(大明宮夫人)
      - 사위 : 고려 제5대 경종(景宗, 955~981 재위: 975~981)

## 같이 보기
- 고려 태조
- 정덕왕후
- 신명순성왕후
- 흥방궁주
- 고려 경종
- 대명궁부인